# Leto Atreides
El duque Leto Atreides I (10.140-10.191 A.G.) es un personaje ficticio de la serie de novelas de ciencia ficción Dune escrita originalmente por Frank Herbert. Aparece en la novela Dune y en la precuela a la serie original Preludio de Dune, escrita por Brian Herbert y Kevin J. Anderson.
La Casa Atreides, que hundía sus raíces en la pasada historia del planeta Tierra, gobernó el planeta Caladan como 'feudosidirar' durante 20 generaciones antes de trasladarse, por orden del Emperador, hasta el planeta Arrakis (también llamado Dune).
El Duque Leto Atreides (o Leto I) es conocido por ser el padre del Duque Paul Atreides junto a la Bene Gesserit Dama Jessica, concubina del Duque e hija natural del Barón Vladimir Harkonnen, jefe de la Casa Harkonnen. Es hijo del Duque Paulus (según la obra de Brian Herbert y Anderson), mientras que The Dune Encyclopedia es hijo del Duque Mintor (el padre de Leto, en la obra original de Frank Herbert, es conocido solamente como el Viejo Duque). 
Primo materno de los Corrino, fue llamado a menudo el "Duque Rojo". En la obra de B. Herbert y K. Anderson, la madre de Leto es Helena, de la Casa de Richese, nieta por vía materna de Elrood IX Corrino y sobrina, por ende, de Shaddam IV.
Su muerte en Arrakis es atribuida a la traición del doctor de la Escuela Suk Wellington Yueh, siendo la responsabilidad directa del Siridar-Barón Vladimir Harkonnen y el propio Emperador. Sus restos ocupan la "Tumba del Cráneo", en Arrakis.
En la película Dune de David Lynch (1984), Leto fue interpretado por Jürgen Prochnow. En la miniserie del canal Sci-Fi (2000), fue interpretado por William Hurt. En la película Dune de Denis Villeneuve (2020), fue interpretado por Oscar Isaac.
- Datos: Q1078956